# 熱帶風暴百里嘉 (2018年)
熱帶風暴百里嘉（英語：Tropical Storm Barijat，國際編號：1823，聯合颱風警報中心：WP272018，菲律賓大氣地球物理和天文服務管理局：Neneng）是2018年太平洋颱風季第23個被命名的熱帶氣旋。「百里嘉」一名由美國提供，是馬紹爾語中沿岸受風浪影響的意思。此名稱為第1次使用，取代於2013年在菲律賓和中國大陸造成重大傷亡及破壞的「尤特」。

## 氣象歷史
經歷多個接連正面吹襲日本的熱帶氣旋後，踏入2018年9月初，副熱帶高壓脊南壓，而熱帶輻合帶維持活躍，電腦數值預報模式權威之一的歐洲中期天氣預報中心預測華南沿岸於9月中旬起將接連受兩個熱帶氣旋吹襲，其中一個被連續多日預測會於菲律賓附近形成，搶先在9月中旬吹襲臺灣及華南沿岸，但路徑存在變數。這個預報中的低壓區於9月7日在菲律賓呂宋之西南面海域近岸形成，美國海軍研究實驗室給予熱帶擾動編號90W，聯合颱風警報中心對該系統在1日內形成熱帶氣旋的機會評級為「低」。在赤道反氣旋引導下，該低壓區向東北偏北移動，橫過呂宋一帶並在9月8日移至呂宋海峽，在水溫達攝氏30度的炎熱海水下整合組織，螺旋性逐漸增加，日本氣象廳於當日下午2時率先把該低壓區升為熱帶低氣壓；而聯合颱風警報中心於當日凌晨把上述該系統成旋機會提升為「中」，至翌日（9日）凌晨3時半進一步提升為「高」並發出熱帶氣旋形成警報。但受制於呂宋和臺灣地形，以及垂直風切變影響，該系統於8至9日的發展較慢，環流亦較小和緊密；同時該系統失去引導氣流，於臺灣東南面徘徊。經過2日的原地打轉和整合後，隨著赤道方向外流改善，減弱風切變之影響，該系統對流爆發，聯合颱風警報中心在9月10日凌晨5時把該低壓區升為熱帶低氣壓，並給予熱帶氣旋編號27W，至當日下午5時更先行把該系統升為熱帶風暴；而日本氣象廳於上午9時半對該熱帶低氣壓發佈烈風警告，表示1日內可能加強為熱帶風暴，香港天文台則先在早上7時45分表示「一個熱帶氣旋似乎在形成中」，至上午11時半把該系統升為熱帶低氣壓。
因應副熱帶高壓脊向西南延伸，該系統開始採取西南偏西路徑，擺脫臺灣的地形影響，中國國家氣象中心、日本氣象廳和香港天文台到11日早上8時15分、上午9時15分和9時半接連把該熱帶低氣壓升為熱帶風暴，日本氣象廳把該風暴正式命名為百里嘉，給予國際編號1823。當日百里嘉以時速12至14公里穩定向西南偏西推進，移入南海東北部，受制於東北季候風由臺灣海峽南下帶來乾空氣，加上極地方向外流被抑制，縱使南海北部海水炎熱，百里嘉在當日餘下時間的強度變化不大。主要官方部門對百里嘉的強度預報亦偏向保守，例如香港天文台首報曾預計百里嘉達到強烈熱帶風暴級別，但維持僅1報旋即放棄；可是中國國家氣象中心卻甚為進取，預料百里嘉在登陸廣東西部沿岸前可望上試颱風水平。翌日（12日）百里嘉稍為加速到以時速18至20公里向西或西北偏西移動，橫過南海北部，其緊密環流在雷達圖上清晰可見。百里嘉在當日的增強幅度仍然受壓，系統高空輻散受阻，僅得往赤道方向的外流，且其低層環流中心一度於衞星雲圖上外露。各官方氣象部門僅對百里嘉的中心風力評估維持不變，或稍微上調至熱帶風暴上限，惟獨中國國家氣象中心在13日凌晨5時10分把百里嘉升為強熱帶風暴，但先前預算加強為颱風的進取預報仍告落空。3個多小時後中國國家氣象中心宣佈，百里嘉於早上8時半登陸廣東湛江坡頭區。百里嘉隨即急速減弱，中國國家氣象中心在上午10時15分把百里嘉降回熱帶風暴，4個多小時後即在下午2時20分把百里嘉降為熱帶低壓，更於不足3小時後的下午5時15分宣佈停編；日本氣象廳和香港天文台緊隨其後，到下午2時45分和下午3時半亦接連把百里嘉降為熱帶低氣壓，香港天文台更在下午6時45分表示百里嘉已在廣西內陸減弱消散，隨後日本氣象廳於當晚8時等壓線天氣圖亦不再標示百里嘉，惟獨在下午5時把百里嘉降為熱帶低氣壓的聯合颱風警報中心，延至14日凌晨5時才發出最後警告。衞星雲圖可見百里嘉於13日下午至晚上疾速消散殆盡，對流盡失且低層環流中心瓦解，系統完全散架且難以辨認。

## 影響

### 菲律賓
當地發出之最高風暴信號：一號風暴信號

### 臺灣
| 彭佳嶼 · 14.0 m/s板橋 · 5.9 m/s鞍部 · 6.3 m/s竹子湖 · 8.4 m/s淡水 · 4.2 m/s基隆 · 9.5 m/s臺北 · 6.2 m/s新屋 · 11.9 m/s新竹 · 7.0 m/s宜蘭 · 8.6 m/s蘇澳 · 8.2 m/s花蓮 · 6.8 m/s成功（新港） · 8.5 m/s臺東 · 5.0 m/s大武 · 9.1 m/s蘭嶼 · 26.6 m/s臺中 · 3.8 m/s梧棲 · 13.7 m/s日月潭 · 3.0 m/s阿里山 · 3.0 m/s嘉義 · 3.2 m/s玉山 · 13.5 m/s臺南 · 3.5 m/s高雄 · 3.6 m/s恆春 · 7.7 m/s澎湖 · 9.0 m/s東吉島 · 18.8 m/s金門 · 6.5 m/s馬祖 · 7.6 m/s 中華民國交通部中央氣象署署屬氣象測站測得最大持續風力。圖例： · 測得5級風或以下 · 測得6至7級風 · 測得8至9級風 · 測得10至11級風 | 彭佳嶼 · 20.6 m/s板橋 · 11.6 m/s鞍部 · 16.7 m/s竹子湖 · 16.1 m/s淡水 · 10.5 m/s基隆 · 15.6 m/s臺北 · 11.6 m/s新屋 · 19.7 m/s新竹 · 17.4 m/s宜蘭 · 13.5 m/s蘇澳 · 11.7 m/s花蓮 · 12.4 m/s成功（新港） · 15.1 m/s臺東 · 9.9 m/s大武 · 17.4 m/s蘭嶼 · 38.1 m/s臺中 · 7.6 m/s梧棲 · 22.8 m/s日月潭 · 5.0 m/s阿里山 · 7.8 m/s嘉義 · 6.3 m/s玉山 · 18.7 m/s臺南 · －高雄 · 6.2 m/s恆春 · 17.3 m/s澎湖 · 18.9 m/s東吉島 · 24.9 m/s金門 · 14.6 m/s馬祖 · 19.1 m/s 中華民國交通部中央氣象署署屬氣象測站測得最大陣風。圖例： · 無數據 · 測得5級風或以下 · 測得6至7級風 · 測得8至9級風 · 測得10至11級風 · 測得12至15級風 |

當地發佈之天氣特報：熱帶性低氣壓特報
百里嘉於9月8日移入呂宋海峽並加強為熱帶性低氣壓，交通部中央氣象局於當日下午5時10分發佈熱帶性低氣壓特報。百里嘉於9日至10日滯留臺灣東南面海域，受到百里嘉的雨帶影響，臺灣多個縣市天氣惡劣，氣象局發佈豪雨特報；同時由於百里嘉非常接近且有跡象加強，因此氣象局表示一旦百里嘉發展為輕度颱風，就會立即轉發颱風警報。期間蘭嶼鄉測得持續10級、瞬間13級風力，當地政府宣布10日午後停班停課。可是到百里嘉增強為輕度颱風時，已經開始向西移離臺灣，進入南海東北部，氣象局在11日上午11時解除熱帶性低氣壓特報。

### 香港
當地發出之最高熱帶氣旋警告信號： 三號強風信號
隨著百里嘉形成熱帶低氣壓，香港天文台於9月10日下午12時半發出「特別天氣提示」，表示百里嘉會於翌日影響南海北部，屆時天文台會考慮發出熱帶氣旋警告信號。百里嘉在翌晨加強為熱帶風暴，天文台在11日上午10時40分發出一號戒備信號，當時百里嘉集結在香港之東南偏東約460公里。天文台表示百里嘉環流較小，香港風力在當日不會明顯上升，一號信號會在當日維持，到下午4時45分表示翌日（12日）視乎風力變化考慮發出三號信號。百里嘉在12日加速西移，天文台於凌晨4時45分指出，百里嘉當日下午稍後最接近香港，會在香港南面100至200公里掠過，天文台會在上午10時後考慮發出三號信號，到上午9時45分表示會在上午11時至下午1時發出三號熱帶氣旋警告信號。天文台在下午12時20分發出三號強風信號，當時百里嘉集結在香港之東南偏南約170公里。天文台表示預料百里嘉在香港南面100公里外掠過，除非百里嘉進一步移近或明顯加強，否則三號信號會維持一段時間，發出八號信號機會較低。百里嘉在下午3時最接近香港，在天文台總部以南約150公里掠過。中午過後香港風力普遍上升，離岸如長洲、大尾篤和塔門受強風影響，但市面風勢僅達清勁水平。隨著百里嘉開始加速向西遠離，天文台於13日凌晨4時10分改發一號戒備信號，當時百里嘉移至香港之西南約300公里。天文台隨即表示當百里嘉的威脅解除時便會取消所有信號，最終在早上7時40分取消所有熱帶氣旋警告信號，當時百里嘉移至香港之西南偏西約360公里。百里嘉吹襲期間，天文台測風網絡只得長洲1站錄得強風，三號信號不達標，該站錄得之最高10分鐘平均風速為每小時45公里；而機場和西貢均以些微之差，未能上試強風。

### 澳門
當地發出之最高熱帶氣旋信號： 三號風球
- 當地發出之最高風暴潮警告：藍色風暴潮警告

在百里嘉發展成熱帶低氣壓後，澳門地球物理暨氣象局在9月10日發出特別報告，表示翌晨會發出熱帶氣旋信號，並指出另一熱帶氣旋山竹亦會在之後吹襲澳門，呼籲市民留意最新風暴消息。因應百里嘉增強為熱帶風暴，氣象局在11日上午11時正發出一號風球，當時百里嘉集結在澳門之東南偏東約510公里。氣象局表示9月12日上午發出三號風球的機會為高，但到12日早上表示一號風球會在上午11時前維持，之後再宣佈預計在下午1時發出三號風球。氣象局在上午11時正發出藍色風暴潮警告，後在下午1時正發出三號風球，當時百里嘉集結在澳門之東南約200公里。氣象局表示三號風球最少維持至下午6時，預料百里嘉當晚最接近澳門，於澳門南面200公里內掠過，屆時境內風力會進一步加強，發出八號風球機會為中等。後來，氣象局調整改掛八號風球機會略低於一半，氣象局代副局長鄧耀民在民防中心應對百里嘉和山竹的應急會議上，匯報對2個颱風的最新預測報告，鄧耀民表示，百里嘉約於本澳南面100至150公里掠過，由於強度較弱、暴風圈較小，約小於100公里，預料本澳不會直接受到百里嘉影響，但由於百里嘉移動路徑仍有很多不確定性，若今晚增強及移動路徑偏北，澳門便有機會改掛八號風球。然而百里嘉北面環流疲弱，除3條大橋風勢清勁外，澳門風力未有大幅上揚，最終氣象局放棄發出更高熱帶氣旋信號。百里嘉在晚上7時最接近澳門，在氣象局總部以南約130公里掠過。隨著百里嘉西移遠去，澳門境內風勢緩和，氣象局於13日上午10時取消所有熱帶氣旋信號，當時百里嘉移至澳門之西南偏西約330公里。

### 中國大陸
當地發佈之最高颱風預警信號： 颱風黃色預警信號
百里嘉在11日早上發展為熱帶風暴，中国国家气象中心于上午10時正发布台风蓝色预警信号，当时百里嘉集結在广东雷州以东约870公里。国家气象中心预计，百里嘉将于13日日間以强热带风暴或台风级在海南东部到广东西部一带沿海登陆。隨著百里嘉在13日凌晨進一步增強為強熱帶風暴，國家氣象中心於早上6時正發佈颱風黃色預警信號，當時百里嘉移至雷州以東約110公里。但颱風黃色預警信號僅維持4小時，百里嘉於早上8時半在湛江登陸，之後減弱為熱帶風暴，國家氣象中心隨即在上午10時改發颱風藍色預警信號，當時百里嘉位於湛江遂溪縣上空。下午百里嘉迅速而顯著減弱，然而熱帶氣旋山竹步步進逼，國家氣象中心維持發佈颱風藍色預警信號。

#### 廣東
當地發佈之最高颱風預警信號： 颱風橙色預警信號
廣東省氣象局在11日上午9時正啟動重大氣象災害（颱風）四級應急響應，當時百里嘉集結在雷州以東820公里。

#### 海南
当地发布之最高台风预警信号： 颱風藍色預警信號
海南省氣象台在11日上午11時發佈颱風藍色預警信號，並在10分鐘後啟動颱風四級應急響應，當時百里嘉位於廣東雷州以東850公里。

## 熱帶氣旋警告使用紀錄

### 菲律賓
| 菲律賓大氣地球物理和天文服務管理局 風暴信號 | 菲律賓大氣地球物理和天文服務管理局 風暴信號 | 菲律賓大氣地球物理和天文服務管理局 風暴信號 |
| ------------------------------------------- | ------------------------------------------- | ------------------------------------------- |
| 上一熱帶氣旋                                | 一號風暴信號                                | 下一熱帶氣旋                                |
| 熱帶低氣壓                                  | 一號風暴信號                                | 颱風山竹                                    |

### 臺灣
| 交通部中央氣象局 天氣特報 | 交通部中央氣象局 天氣特報 | 交通部中央氣象局 天氣特報 |
| ------------------------- | ------------------------- | ------------------------- |
| 上一熱帶氣旋              | 熱帶性低氣壓特報          | 下一熱帶氣旋              |
| 熱帶性低氣壓              | 熱帶性低氣壓特報          | 中度颱風黃蜂              |

### 中國大陸
| 国家气象中心 颱風預警信號 | 国家气象中心 颱風預警信號 | 国家气象中心 颱風預警信號 |
| ------------------------- | ------------------------- | ------------------------- |
| 上一熱帶氣旋              | 颱風藍色預警信號          | 下一熱帶氣旋              |
| 熱帶低氣壓                | 颱風藍色預警信號          | 超強颱風康妮              |
| 熱帶低氣壓                | 颱風黃色預警信號          | 超強颱風山竹              |

### 香港
| 香港天文台 熱帶氣旋警告信號 | 香港天文台 熱帶氣旋警告信號 | 香港天文台 熱帶氣旋警告信號 |
| --------------------------- | --------------------------- | --------------------------- |
| 上一熱帶氣旋                | 一號戒備信號                | 下一熱帶氣旋                |
| 強烈熱帶風暴貝碧嘉          | 一號戒備信號                | 超強颱風山竹                |
| 強烈熱帶風暴貝碧嘉          | 三號強風信號                | 超強颱風山竹                |

### 澳門
| 地球物理暨氣象局 熱帶氣旋信號 | 地球物理暨氣象局 熱帶氣旋信號 | 地球物理暨氣象局 熱帶氣旋信號 |
| ----------------------------- | ----------------------------- | ----------------------------- |
| 上一熱帶氣旋                  | 一號風球                      | 下一熱帶氣旋                  |
| 強烈熱帶風暴貝碧嘉            | 一號風球                      | 超強颱風山竹                  |
| 強烈熱帶風暴貝碧嘉            | 三號風球                      | 超強颱風山竹                  |

## 外部連結
- （日語）日本氣象廳：數位颱風網資料（日文版 （页面存档备份，存于）、英文版 （页面存档备份，存于））、2018年熱帶氣旋最佳路徑圖（日文版 （页面存档备份，存于）、英文版 （页面存档备份，存于））、2018年熱帶氣旋最佳路徑數據 （页面存档备份，存于） （页面存档备份，存于）
- （英文）美國聯合颱風警報中心：20W最佳路徑數據 （页面存档备份，存于） （页面存档备份，存于）
- （英文）美國海軍研究實驗室：27W檔案 （页面存档备份，存于）
- （繁體中文）臺灣中央災害應變中心：輕度颱風百里嘉 （页面存档备份，存于）
- （繁體中文）香港天文台：熱帶風暴百里嘉報告 （页面存档备份，存于）、2018年9月熱帶氣旋概述 （页面存档备份，存于）、實時天氣稿（9月9日 （页面存档备份，存于）－10日 （页面存档备份，存于）－11日 （页面存档备份，存于）－12日 （页面存档备份，存于）－13日 （页面存档备份，存于））